# Hydrillodes astigma
Hydrillodes astigma là một loài bướm đêm trong họ Noctuidae.